# Xã Crescent, Quận Iroquois, Illinois
Xã Crescent (tiếng Anh: Crescent Township) là một xã thuộc quận Iroquois, tiểu bang Illinois, Hoa Kỳ. Năm 2010, dân số của xã này là 590 người.